# Дибромгерман
Дибромгерман — неорганическое соединение, 
бромпроизводное германа с формулой GeH2Br2,
бесцветная жидкость.

## Получение
- Бромирование германа:

{\displaystyle {\mathsf {GeH_{4}+2Br_{2}\ {\xrightarrow {}}\ GeH_{2}Br_{2}+2HBr}}}

## Физические свойства
Дибромгерман — бесцветная жидкость.